# Janova Lehota
Janova Lehota (bis 1927 slowakisch „Janová Lehôta“; deutsch Drexlerhau, ungarisch Jánosgyarmat – bis 1888 Janólehota) ist eine Gemeinde der Mittelslowakei.

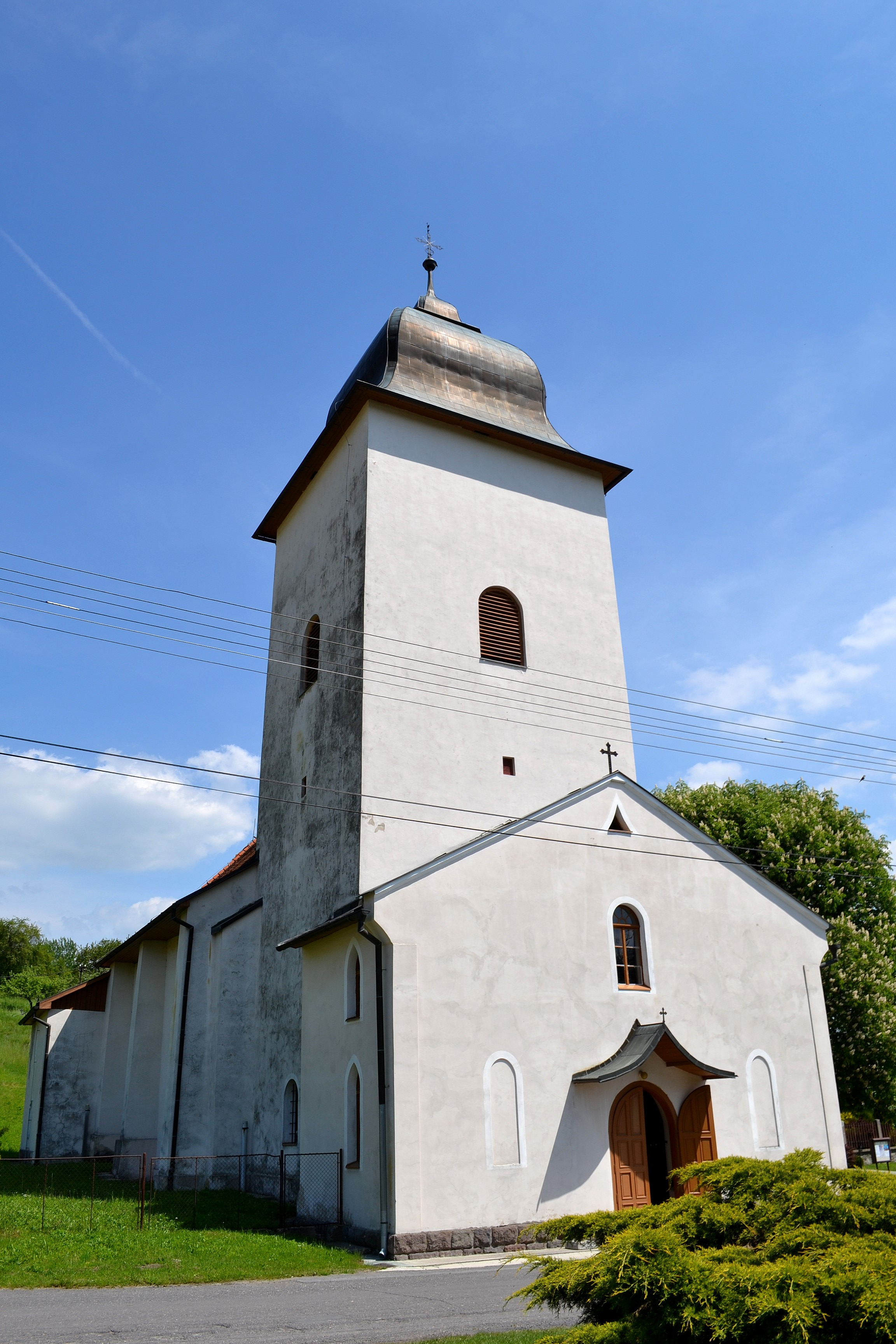

Sie liegt nordwestlich der Stadt Žiar nad Hronom in den Ausläufern des Vogelgebirges (Vtáčnik).
Die Ortschaft wurde erstmals im Jahre 1487 als deutsche Siedlung mit dem Namen Drexlerhau erwähnt. Sie gehörte zum sogenannten Hauerland.
Bei der letzten Volkszählung im Jahre 2001 gaben 93,76 % der Einwohner an, Slowaken zu sein. Außerdem gab es 2,35 % Deutsche, 1,29 % Ukrainer, 1,06 % Tschechen, 0,59 % Roma und 0,12 % Polen.
Die Mehrzahl der Bevölkerung (80,47 %) ist römisch-katholisch, außerdem gibt es eine evangelische (3,41 %) und eine griechisch-orthodoxe (1,06 %) Minderheit. 11,29 % der Einwohner gaben an, konfessionslos zu sein.

## Bevölkerung
| Jahr                | 1994 | 2004    | 2014    | 2024    |
| ------------------- | ---- | ------- | ------- | ------- |
| Anzahl der Personen | 826  | 863     | 927     | 917     |
| Unterschied         |      | +4,47 % | +7,41 % | −1,07 % |

| Jahr                | 2023 | 2024    |
| ------------------- | ---- | ------- |
| Anzahl der Personen | 905  | 917     |
| Unterschied         |      | +1,32 % |